# Gunnebo (entreprise)
Cet article concerne la compagnie Gunnebo AB. Pour le manoir suédois, voir Château de Gunnebo. Pour la localité suédoise, voir Gunnebo.
 (octobre 2020).
Si vous disposez d'ouvrages ou d'articles de référence ou si vous connaissez des sites web de qualité traitant du thème abordé ici, merci de compléter l'article en donnant les références utiles à sa vérifiabilité et en les liant à la section « Notes et références ».

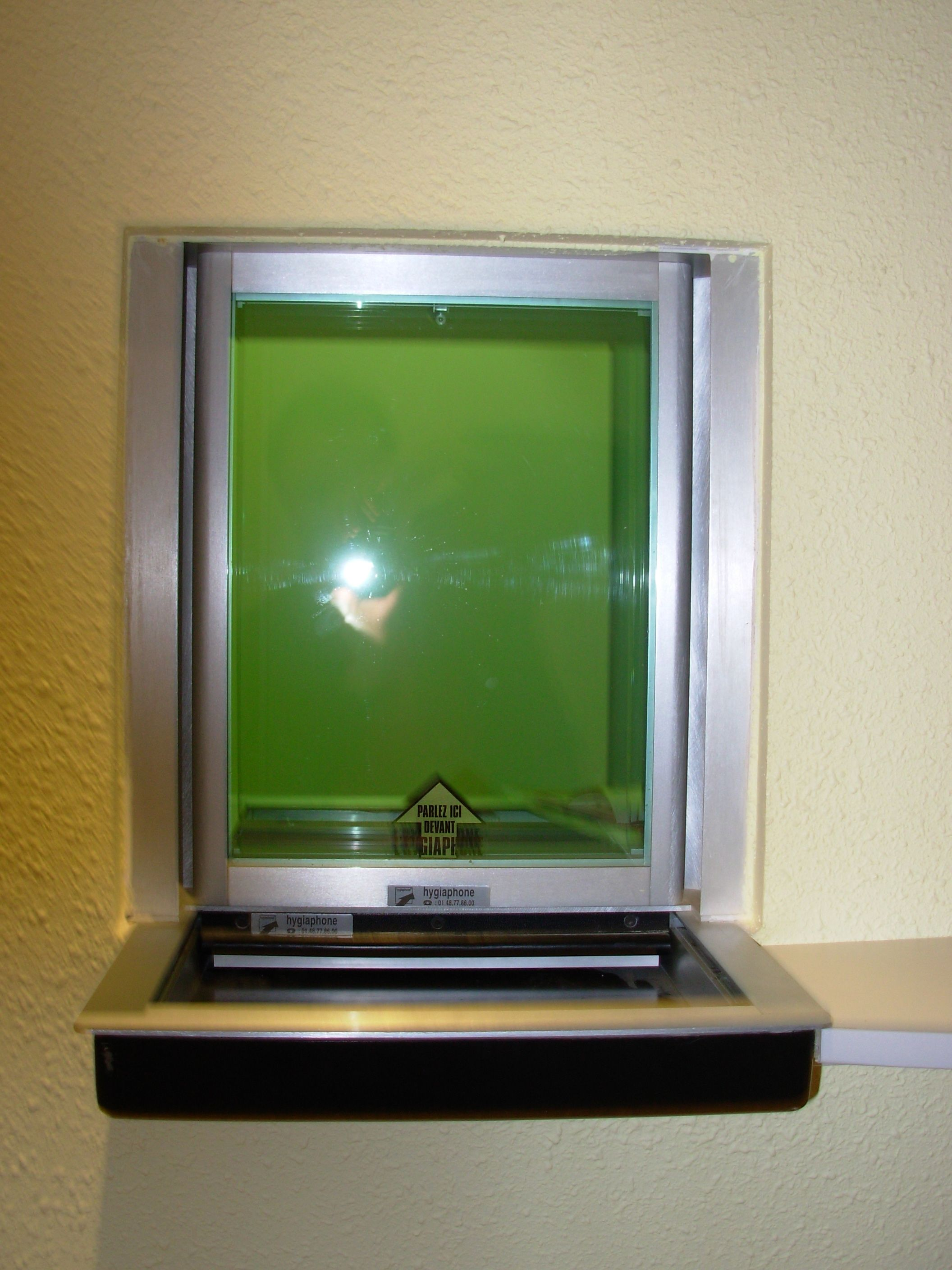
Un Hygiaphone, un produit de Gunnebo.

Gunnebo est un groupe suédois qui commercialise des biens et services visant à prévenir l'intrusion ou la malveillance.

## Histoire
La société tire son nom du village de Gunnebo dans le sud-est de la Suède. C'est ici que Hans Hultman a ouvert une forge en 1764 et a commencé à produire des marteaux. Cette petite entreprise n'a cessé de croître et, dans les années 1800, plusieurs usines ont été ouvertes.
L'ancienne entreprise de travail des métaux a été acquise en 1995 par la société de capital risque, HIDEF. Elle a adopté le nom Gunnebo et a pris la décision de concentrer tous les efforts de l'entreprise sur la prestation de la sécurité.
De 1995 à 2004, Gunnebo a grandi grâce à l'acquisition d'un certain nombre de prestataires de sécurité du monde entier.
Il s'agit notamment de Fichet-Bauche, une société cotée en bourse en France avec un historique dans les coffres-forts remontant à 1825, et Chubbsafes, une marque reconnue à l'échelle mondiale de coffres-forts établis au Royaume-Uni en 1818.
En 2020, Gunnebo travaille avec celles-ci et d'autres marques clés à la fois mondial et local.
En 2005, Gunnebo Industries est séparé du reste de l'organisation.
En 2006-2008, Gunnebo AB commence le processus d'intégration des acquisitions réalisées au cours des 12 années précédentes dans le Gunnebo (Fichet-Bauche, Rosengrens, Chubbsafes, Ritzenthaler, Hygiaphone…).
En 2010, Gunnebo Chine est établie et des bureaux sont ouverts à Shanghai. Le groupe Gunnebo acquiert la division Produits de sécurité d'API de sécurité Holdings, un leader du marché australien dans le domaine des coffres-fort, des solutions de traitement des espèces en banque, commerce de détail et autre secteurs commerciaux.
En 2011, le groupe augmente sa participation dans la coentreprise brésilienne, Gateway Security SA, pour créer une plate-forme pour son expansion en Amérique du Sud. Gunnebo ouvre sa première usine en Chine. L'usine Kunshan fournira des solutions de sécurité pour les systèmes de métro de transport public.
En 2012, Gunnebo Malaisie ouvre ses portes pour devenir la 32e société de vente locale du groupe Gunnebo Sécurité. Le groupe acquiert Hamilton Safe, le deuxième plus grand fournisseur de coffres-forts pour les banques et les autorités gouvernementales aux États-Unis.
En 2013, Gunnebo acquiert toutes les actions du leader de la distribution des tourniquets coréens, ATG entrée Corporation et établit sa propre société de distribution en Corée du Sud. Le Groupe développe également de nouveaux bureaux de représentation en Thaïlande et en Birmanie.
En mars 2020, elle subit une intrusion informatique. En octobre 2020, des plans de systèmes de surveillance et de voûtes bancaires de sociétés clientes de Gunnebo sont publiés sur Internet